# 리나 사와야마
리나 사와야마(Rina Sawayama, 일본어: リナ サワヤマ, 1990년 8월 16일 ~ )는 일본, 영국의 싱어송라이터, 배우, 모델이다.

## 음반 목록

### 정규 음반
- SAWAYAMA (2020)
- Hold the Girl (2022)

### EP
- RINA (2017)